# 勇气默示录2
《勇氣默示錄2》是由Claytechworks開發的一款電子角色扮演遊戲，於2021年2月26日在任天堂Switch平台发售，由史克威爾艾尼克斯进行日本地区发行，任天堂进行全球发行。
《勇氣默示錄2》為勇氣默示錄系列第三款遊戲；前兩作為《勇氣默示錄》和《勇气默示录2 终结次元》。和《终结次元》不同，本作並未延續《勇氣默示錄》的故事，而是啟用了新故事與角色。

## 開發
該遊戲最初於2019年12月的遊戲大獎典禮中首度揭露。遊戲系列製作人淺野智也表示，之所以會有本作是因為他認為《勇气默示录2 终结次元》並沒有達到粉絲們的期望，當初商業上的失敗也使製作團隊難以繼續發展本系列。隨後，於日本發行手機遊戲《勇氣默示錄：童話效應》和2018年推出Switch遊戲《歧路旅人》之後，團隊的士氣和財務狀況獲得了改善，使製作團隊決定重啟本系列。在前作中未能參與音樂製作的Revo也確認會參與本作的作曲。
於2020年3月26日舉辦的任天堂直面會中公開了本作的最新影片並釋出體驗版，史克威爾艾尼克斯表示，會將體驗版中獲得的回饋修正於最終版本中。
2021年8月27日，史克威尔艾尼克斯宣布本作将于9月3日推出Steam版本，同时宣布了本作销量已超过95万份。

## 外部連結
- 官方网站
- 勇气默示录2的X（前Twitter）
- YouTube上的勇气默示录2播放列表
- YouTube上的勇气默示录2頻道